# 越百小屋
越百小屋（こすもごや）は、長野県木曽郡大桑村にある山小屋。越百山と西側にある標高2436mの福栃山との鞍部（標高約2340m）にある。収容人員30人。完全予約制。越百山山頂との直線距離は約900m、標高差は約270m。福栃山山頂との直線距離は約300m。伊奈川ダムから越百山への登山ルート（越百山新道）上にある。

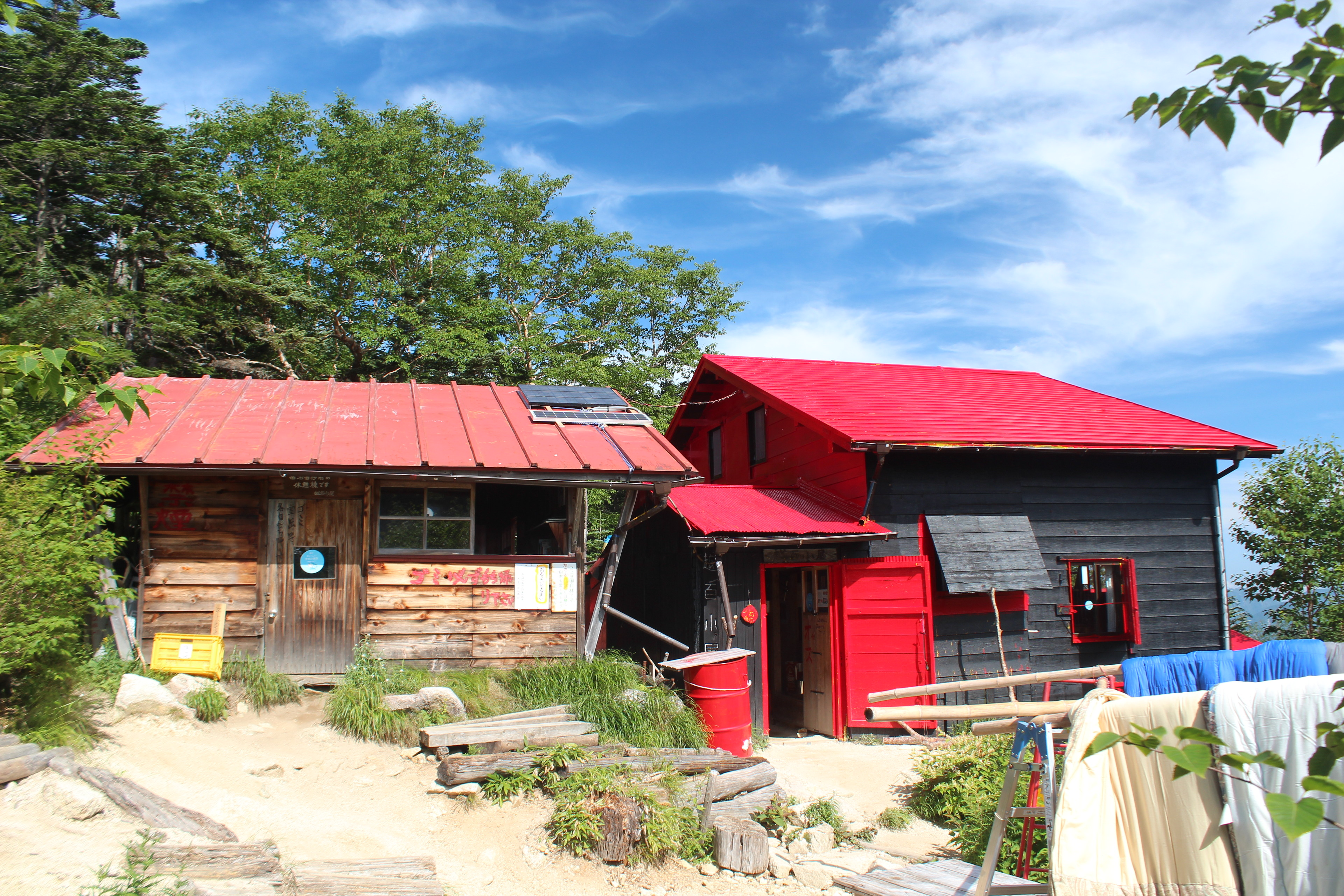
外観
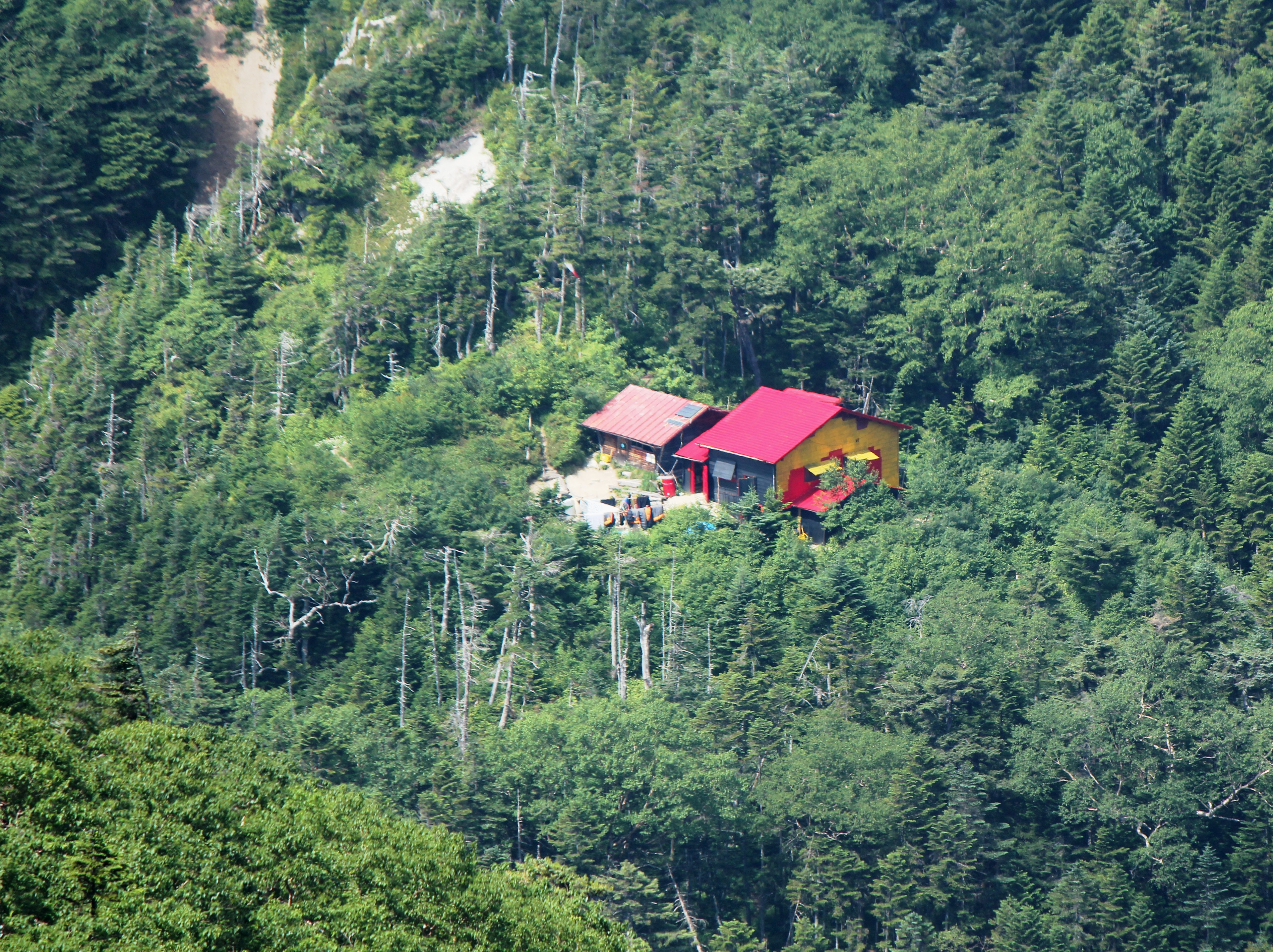
越百山の西尾根の鞍部にある

## 中央アルプス主稜上にある近隣の有人小屋
- 空木駒峰ヒュッテ